# Kapel van het Vredebergklooster

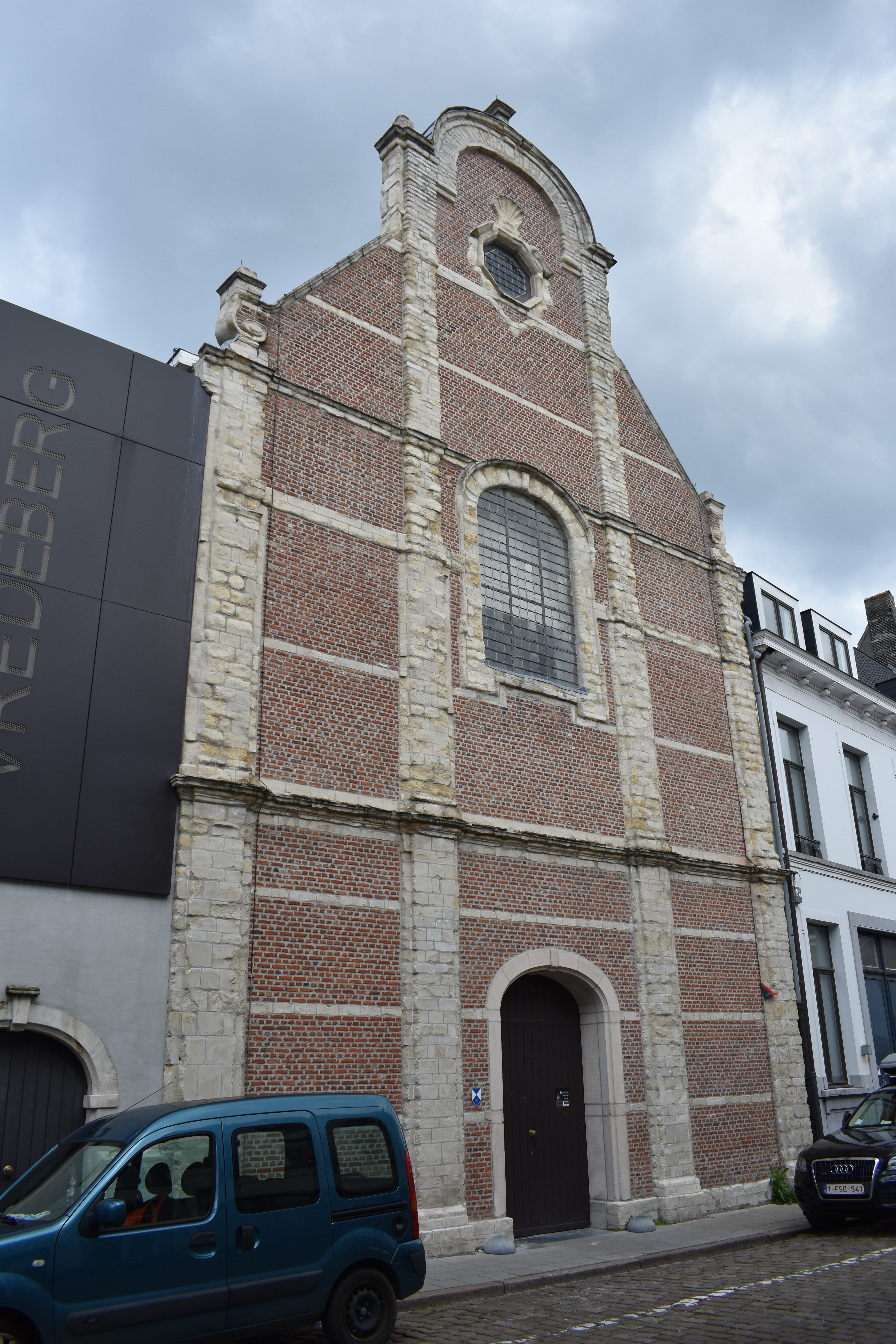
Voorgevel van de kapel

Het Vredebergklooster is een voormalig klooster in de Antwerpse stad Lier, gelegen aan de Vredebergstraat.

## Geschiedenis
In 1610 kwamen een aantal augustinessen aan te Lier. Zij waren vanuit de Noordelijke Nederlanden uitgeweken vanwege de reformatie. Zij lieten in 1610-1611 een klooster annex kostschool bouwen, waarna ook een kapel werd opgericht welke in 1616 gereed kwam.
Het klooster werd door de Fransen opgeheven en de gebouwen werden in 1798 openbaar verkocht. In 1843 werd de kapel verkocht aan de gemeente. Deze richtte op de begane grond een armenschool in, en op de eerste verdieping kwam een openbare feest- en vergaderzaal. In 1845 was de verbouwing gereed. In 1859-1860 werd de kapel als schouwburg ingericht. In 1886 werd de voorgevel hersteld.

## Gebouw
Het betreft een eenbeukige kapel met vijfzijdig afgesloten koor. De voorgevel, uitgevoerd in baksteen en zandsteen, is in vroegbarokke stijl.